# Constantin von Liechtenstein
Prinz Constantin Franz Nikolaus Karl Heinrich Dagobert Anton von Padua Ildefons Maria von und zu Liechtenstein, Graf zu Rietberg (* 23. Dezember 1911 in Wien; † 28. März 2001 in Grabs, Kanton St. Gallen, Schweiz) war ein Mitglied der fürstlichen Familie Liechtensteins. Er nahm 1948 an den V. Olympischen Winterspielen in St. Moritz teil.

## Leben
Prinz Constantin wurde 1911 als jüngster von vier Söhnen des Prinzen Johannes von und zu Liechtenstein (1873–1959) und dessen Gattin Mária (Marizza), geborene Gräfin Andrássy de Csíkszentkirály et Krasznahorka (1886–1961), in Wien geboren. Er besuchte das Schottengymnasium in Wien. Seine erste Ehefrau war Maria Elisabeth von Leutzendorff (1921–1944), die er 1941 in Wien geheiratet hatte. Aus der Ehe ging eine Tochter (* 1942) hervor. 1944 starb seine Frau infolge eines Luftangriffes auf Wien.
Seit 1945 lebte Prinz Constantin in Liechtenstein. Bei den Olympischen Winterspielen 1948 in St. Moritz vertrat er das Fürstentum Liechtenstein als Skirennläufer und belegte in der Disziplin Abfahrt mit einer Zeit von 5:04,01 Minuten den 99. Platz.
Im Jahr 1977 heiratete er dann in Vaduz seine zweite Frau Ilona Mária Antonia Erzsébet Gabrielle Katharina Karolina Gräfin Esterházy von Galántha (1921–2019). Diese Ehe blieb kinderlos.
Prinz Constantin verstarb 2001 in Grabs. Er wurde in der Fürstlichen Gruft in Vaduz bestattet.